# Бондрук конструкција
Бондрук конструкција је зидна конструкција коју чини видљиви костур од дрвених греда, са омалтерисаном испуном од органског материјала или опеке. Најзаступљеније су у традиционалној архитектури. У средњој и северној Европи најчешће се јављају код стамбених и јавних зграда готског периода.
У Србији представља начин традиционалног народног неимарства где се при подизању грађевина користи дрвена конструкција са зидовима од чатме-шепера (преплет од прућа облепљена блатом) или од ћерпича, односно цигле.
Представља прелазни период градње од кућа брвнара према савременом градитељству, где су у почетку куће биле полубрвнаре, са две просторије („кућа” и соба) и подрумом испод собе. Куће су најчешће имале двоја наспрамна улазна врата.

## Принцип бондручне конструкције
Систем конструкције, код нас познатији као бондрук, је дрвени скелетни систем састављен од стубова и греда који су најчешће ортогонално распоређени и разних косника који се постављају као укрућење и служе да преузму дејство хоризонталних сила (земљотрес и ветар) и пренесу га на тло. Из тог разлога се бондручаре сматрају врло отпорним на утицај земљотреса. Након што се постави скелет, испуну између стубова је могуће урадити на неколико начина:
- земљом која се измеша са сламом и животињским изметом (како би била чвршћа),
- исплетеним танким врбовим или дреновим прућем, што омогућава струјање ваздуха и знатно укрути цео систем,
- облагањем дрвеним талпама са обе стране и постављањем звучне и термоизолације у средини,
- најпостојаније решење је да се изида танки зид од опеке која може бити фасадна или да се накнадно малтерише. Ова опека осигурава скелет али не преноси вертикално оптерећење. Некада се тај скелет оставља видљивим и због тога се мора додатно заштити.

Код бондручара које припадају оријентално–балканском типу зид се малтерише блатом, а затим кречи. Такав зид је неотпоран на утицаје ветра, кише и сунца. Зато се на кровној конструкцији поставља врло широка стреха како би га заштитила. Неретко она буде ширине и до два метра.